# Kozie Siodło
Kozie Siodło (niem. Falkenberger Ladestatt) – przełęcz na wysokości 887 m n.p.m., w południowo-zachodniej Polsce, w Sudetach Środkowych, w Górach Sowich.

## Położenie i opis
Przełęcz położona na północny zachód od Jugowa, na obszarze Parku Krajobrazowego Gór Sowich, w środkowo-południowej części Gór Sowich, na południowy wschód od Wielkiej Sowy.
Przełęcz górska, stanowiąca wyraźne, rozległe, dość głęboko wcięte obniżenie, o łagodnych zboczach i stromych podejściach, wcinające się w gnejsowe podłoże, oddzielając wzniesienie Wielkiej Sowy (1015 m n.p.m.) od Koziej Równi (930 m n.p.m.). Obszar przełęczy w całości porośnięty jest lasem świerkowym regla dolnego. Do przełęczy dochodzi z Sokolca leśna droga „Półkorcowa Droga”.

## Szlaki turystyczne
Przez przełęcz prowadzą szlaki turystyczne:
piesze
- czerwony - fragment Głównego szlaku Sudeckiego prowadzący z Wielkiej Sowy (1015 m n.p.m.) na Kalenicę i dalej.
- zielony - przechodzący po wschodniej stronie przełęczy prowadzi z Ludwikowic Kł. do Rościszowa i dalej.
- żółty - Przełęcz Jugowska - platforma widokowa pod Kozią Równią - Kozie Siodło - Schronisko Sowa[2]

narciarski
- czerwony - z Przełęczy Jugowskiej do schroniska Andrzejówka na Przełęczy Trzech Dolin w Górach Suchych.